# Callichroma auricomum
Callichroma auricomum är en skalbaggsart som först beskrevs av Carl von Linné 1767.  Callichroma auricomum ingår i släktet Callichroma och familjen långhorningar.
Artens utbredningsområde är:
- Guyana.
- Surinam.

Inga underarter finns listade.

## Bildgalleri

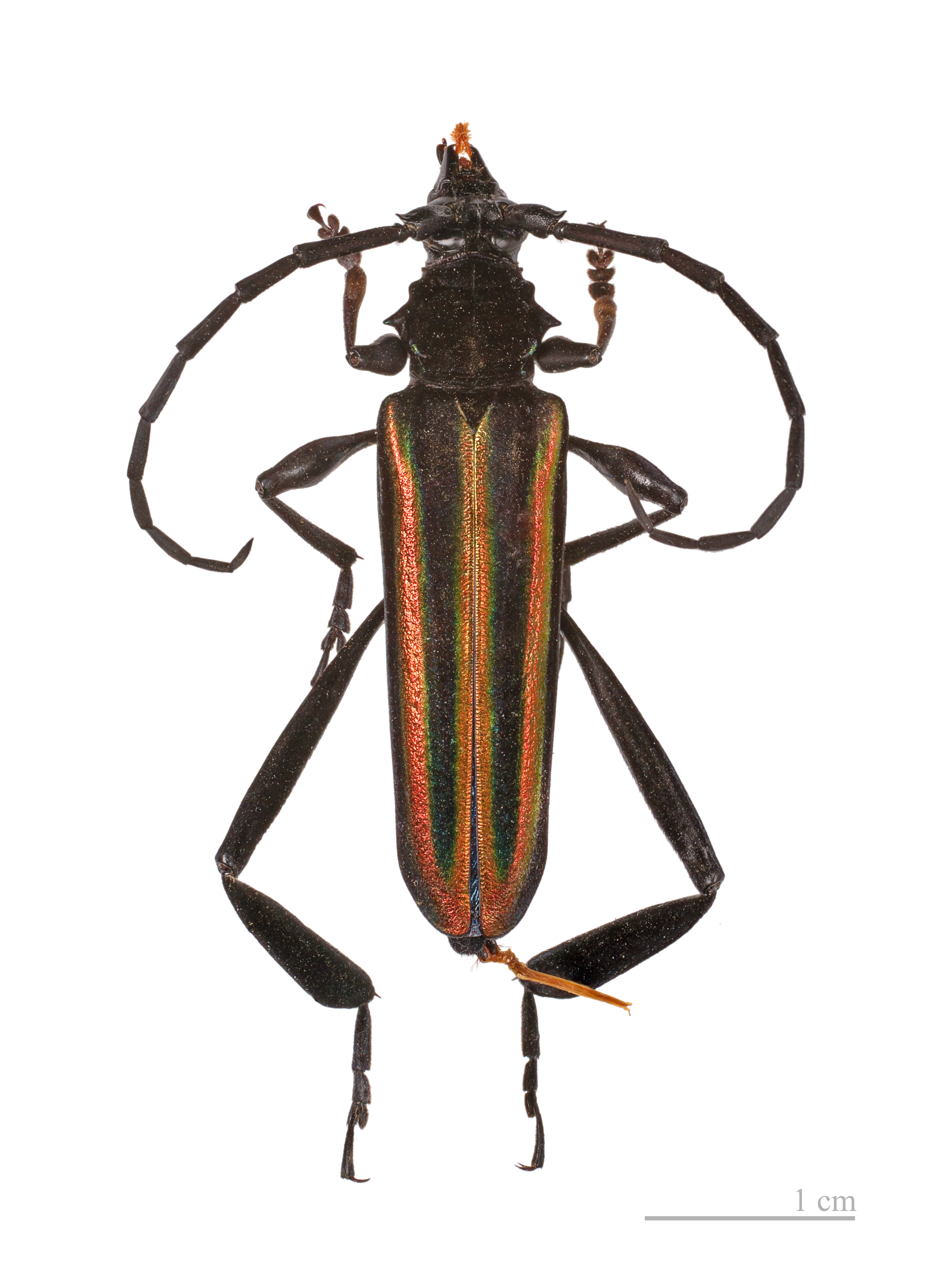
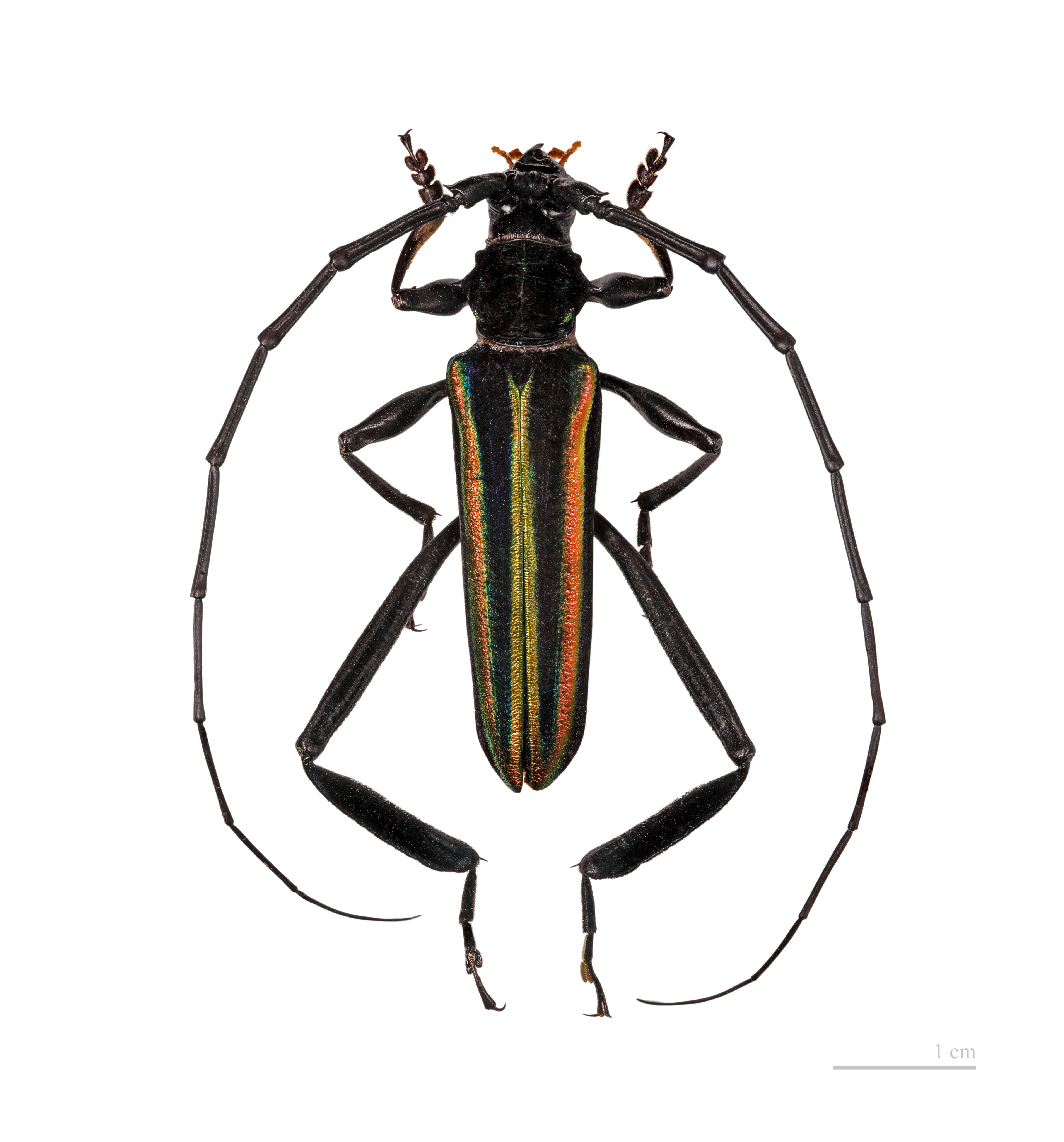